# Аморфні метали

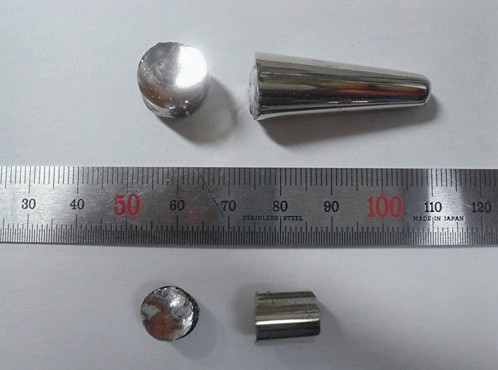
Зразки аморфних металів.

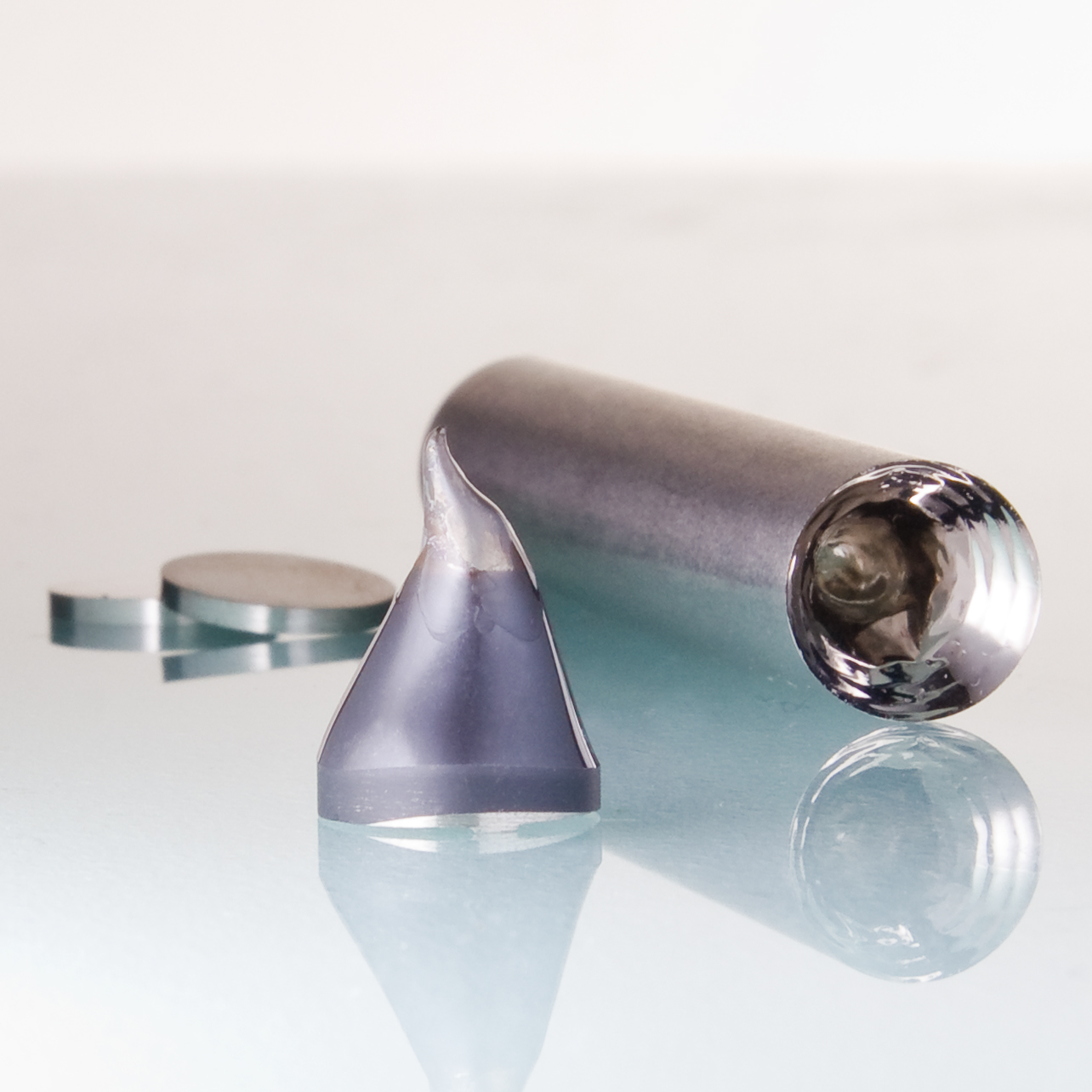
Зразки аморфних металів.

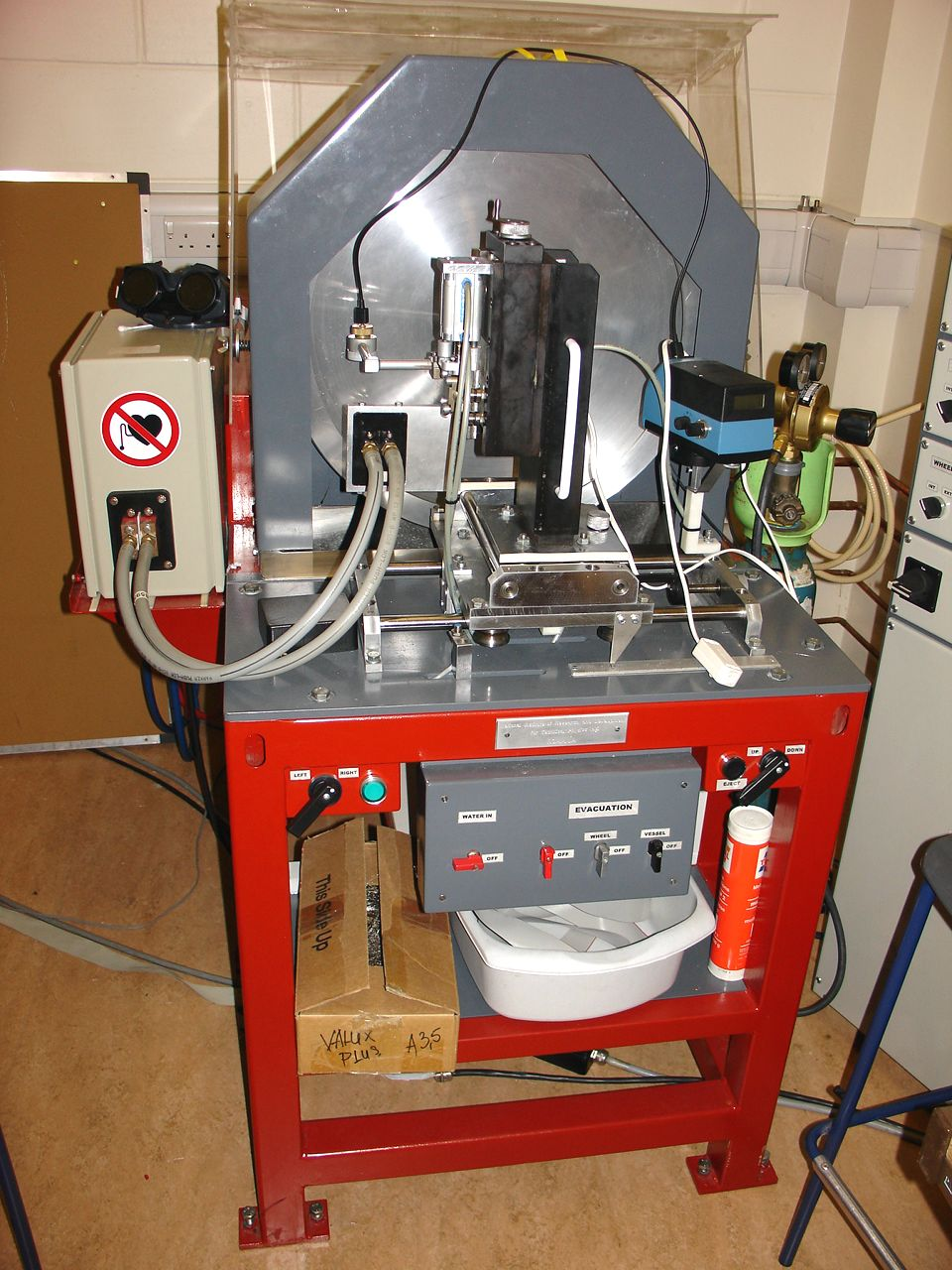
Лабораторна установка для виготовлення тонкого дроту з аморфного матеріалу в Університеті Кардіффа

Амо́рфні мета́ли (англ. amorphous metal), склоподі́бні (склови́дні) мета́ли (англ. glassy metal) або металі́чне скло́ (англ. metallic glass) — клас металевих твердих тіл з аморфною структурою, що характеризується відсутністю далекого порядку й наявністю ближнього порядку у розташуванні атомів. На відміну від металів з кристалічною структурою, аморфні метали характеризуються фазовою однорідністю, їх атомна структура аналогічна до атомної структури переохолоджених розплавів.

## Історична довідка
Ще у 1940-х роках було відомо, що металеві плівки, які отримували методом низькотемпературного напилення не мали кристалічної будови. Однак початок вивченню металів, що перебувають в аморфному стані було покладено у 1960 році, коли в Каліфорнійському технологічному інституті групою під керівництвом професора П. Дювеза (англ. Pol Duwez) було отримано металічне скло Au75Si25. Цей та інші аморфні метали були отримані шляхом екстремально швидкого охолодження (швидкість порядку мільйона градусів за секунду). У зв'язку з цим, таким методом можна було виготовляти зразки лише з поперечним розміром порядку декількох мікронів (смуги, фольги, дроти тощо).
Значний науковий інтерес до теми став проявлятись з 1970-х років, спочатку у США і Японії, а надалі — в Європі, СРСР та КНР.
У 1990-х роках було відкрито сплави, що набували аморфного стану уже при швидкостях охолодження рівня 1 °C/с. Це зробило можливим виготовлення зразків з розмірами порядку десятків міліметрів.
Перший комерційний аморфний сплав потрапив на ринок у 1992 році під назвою Vitreloy 1 (41,2% Zr, 13,8% Ti, 12,5% Cu, 10% Ni, 22,5% Be). Цей сплав було розроблено у Каліфорнійському технологічному інституті під егідою Міністерства енергетики США та NASA.
Сучасні (з 2010-х) матеріали, які найкраще здатні до утворення аморфних структур базуються на сплавах цирконію з палладієм, але відомо також багато аморфних сплавів заліза, титану, міді, магнію та інших елементів.

## Класифікація
Аморфні сплави поділяються на дві основні групи: метал-металоїд і метал-метал.
При аморфуванні методом гартування з рідкого стану можуть бути отримані сплави, що містять наступні елементи:
- до першої групи належать системи метал-металоїд виду T21-YXY, де T2 — Мn, Fe, Co, Ni, Pd, Au або Pt, X — В, С, Si, Ge або Р й Y змінюється зазвичай від 0,15 до 0,25. T і Х можуть бути комбінаціями елементів відповідних груп, що часто підвищує схильність до формування аморфних структур.
- до другої групи належать системи перехідних металів T 11-YT2Y, де Т2 — пізні перехідні метали, такі як Fe, Со, Ni, Rh, Pd, а також Сu; T1 — ранні перехідні метали (групи Sc, Ti, V); Y=0,3…0,65.

## Властивості
За деякими властивостями низка аморфних металів значно відрізняється від кристалічних того ж складу. Зокрема, багато з них відрізняються високою міцністю і ударною в'язкістю, корозійною стійкістю, високою магнітною проникністю.

### Механічні властивості
Деякі склоподібні сплави відрізняються дуже високою міцністю і твердістю. В аморфних сплавах на основі елементів підгрупи заліза (Fe, Co, Ni) твердість за Віккерсом (HV) може перевищувати 1000 ГН/м2, міцність — 4 ГН/м2. Разом з цим аморфні сплави мають дуже високу в'язкість руйнування: наприклад, енергія руйнування при розтягу Fe80P13C7 становить 110 кДж/м2, тоді як для сталі X-200 значення цього параметра становлять близько 17 кДж/м2.

### Електричні властивості
Питомий електричний опір аморфних металів становить, зазвичай, близько 100…300 мкОм•см, що значно перевищує опір кристалічних металів. Крім того, опір металевих сплавів в аморфному стані в певних температурних діапазонах характеризується слабкою залежністю від температури, а іноді навіть зменшується зі зростанням температури. При аналізі особливостей опору аморфних металів виділяють 3 групи:
- простий метал — простий метал
- перехідний метал — металоїд
- перехідний метал — перехідний метал.

Склоподібні метали першої групи відрізняються малим питомим опором (меншим від 100 мкОм·см). Із зростанням температури опір різних матеріалів даної групи може як зростати, так і зменшуватися.
Питомий електричний опір матеріалів групи перехідний метал — металоїд перебуває в діапазоні 100…200 мкОм·см. Температурний коефіцієнт електричного опору із збільшенням температури спочатку додатній, а коли опір досягає ~150 мкОм·см, стає від'ємним. Мінімальне значення опору досягається за температур 10…20 К.
Питомий опір матеріалів групи перехідний метал — перехідний метал перевищує 200 мкОм·см. При цьому із зростанням температури опір зменшується.
Деякі аморфні сплави проявляють властивість надпровідності, зберігаючи при цьому добру пластичність.

## Методи отримання
Існує багато способів отримання сплавів в аморфному стані.

### Гартування з рідкого стану
Загартування з рідкого стану є основним способом отримання склоподібних металів. Цей метод полягає в надшвидкому охолодженні розплаву, в результаті якого він переходить у твердий стан, уникнувши кристалізації — структура матеріалу залишається практично такою ж, як в рідкому стані. Він містить декілька методів, які дозволяють отримувати аморфні метали у формах порошку, тонкого дроту, тонкої стрічки, пластинок. Також були розроблені сплави з малою критичною швидкістю охолодження, що дозволило створювати об'ємні зразки зі сплавів в аморфному стані.
Для отримання пластинок масою до декількох сотень міліграмів, крапля розплаву з великою швидкістю «вистрілюється» (англ. qun techniques) на охолоджувану мідну плиту, швидкість охолодження при цьому досягає 109 °C/с. Для отримання тонких стрічок шириною від десятих до десятків міліметрів розплав видавлюється на обертову охолоджувальну поверхню. Для отримання дроту товщиною від одиниць до сотень мікрон застосовуються різні методи. У першому розплав простягається в трубці через охолоджувальний водний розчин, швидкість охолодження при цьому становить 104 … 105 °C/с. У другому методі струмінь розплаву потрапляє в охолоджувальну рідину, яка знаходиться на внутрішній стороні обертового барабана, де утримується відцентровою силою.

### Гартування з газового (парового) середовища
При отриманні аморфних структур тугоплавких металів методом гартування з рідкого стану виникає ряд труднощів, пов'язаних з високою температурою плавлення тугоплавких металів та їх високою хімічною активністю. Ці труднощі повністю усуваються при використанні методу загартування з газової фази. До цього методу належать два основних підходи:
- метод іонно-плазмового триелектродного і магнетронного напилення (плазмове розпилення; англ. sputtering);
- метод термічного випаровування.

Метод високошвидкісного іонно-плазмового розпилення дозволяє створювати аморфні структури різного складу товщиною до 10 мм. Більшість схем високошвидкісного іонно-плазмового розпилення базується на триелектродній схемі розпилення при постійному струмі. Електрони, що випромінюються прямо канальним електродом під дією потенціалу, прикладеного джерелом живлення. Іони інертного газу створюються при зіткненнях електронів з атомами інертного газу й утворюють іонізований розряд або плазму. Після встановлення розряду до мішені прикладається негативний потенціал, щоб витягнути іони інертного газу з розряду, які, маючи велику енергію, вдаряють по мішені й викликають її розпилення. Атоми, що розпиляються, покидають мішень. Атоми, які попадають на підкладку, осаджуються на ній. Отримана таким чином плівка є аморфною.
Метод термічного випаровування базується на процесі конденсації термічно випаруваних атомів.
Ефективна швидкість охолодження при загартуванні з газової фази може досягати 1013 °C/с, тоді як при гартуванні з рідкої фази вона становить 106…1010 °C/с. Внаслідок збільшення швидкості загартування значно розширюється діапазон складів сплавів, у яких реалізується аморфний стан.

### Інші методи
Метод лазерного глазурування (англ. laser glazing). Аморфну структуру отримують шляхом взаємодії речовини за короткий період часу з лазерним випромінюванням високої щільності енергії. Основна частина енергії лазерного випромінювання витрачається на швидке розплавлення поверхневого шару речовини. Внаслідок короткочасності процесу основна маса матеріалу залишається не нагрітою. Збереження холодної поверхні на межі контакту з тонким шаром розплаву приводить до охолодження із швидкостями 105…108 °C/с. При такому плавленні виникає на поверхні гомогенна рідина, яка після твердіння перетворюється на «скло». Такий процес ще отримав назву «лазерне силування».
Також, для отримання аморфних структур знайшли застосування методи: електролітичного та хімічного осадження, опромінення частками, впливу ударної хвилі, іонної імплантації тощо.

## Застосування
Не зважаючи на добрі механічні властивості, склоподібні метали не використовуються для виготовлення відповідальних деталей конструкцій з причин високої вартості й технологічних ускладнень. Перспективним напрямом є застосування корозієстійких аморфних сплавів у різних галузях, де ставляться високі вимоги до корозійної стійкості. В оборонній промисловості при виробництві захисних броньованих загороджень використовуються прошарки з аморфних сплавів на основі алюмінію для гасіння енергії бронебійного снаряду, завдяки високій в'язкості руйнування таких прошарків.
Завдяки своїм магнітним властивостям аморфні метали використовуються при виробництві магнітних екранів, зчитувальних голівок пристроїв запису і зберігання інформації, трансформаторів тощо.
Мала залежність електричного опору деяких аморфних металів від температури дозволяє використовувати їх як еталонні резистори.